# Bruno di Martino
Pour les articles homonymes, voir Di Martino.
Bruno di Martino (né le 3 août 1966 à Chelles) est un peintre français qui réside à Berlin.
Le grand public a découvert ses premières œuvres en 1998 à l'Ambassade de France à Berlin. D'autres expositions majeures ont suivi: en 2003 au siège de Sony Europe sur la Potsdamer Platz à Berlin, en 2004 à la Galerie Argentinierstrasse à Vienne, en 2007 à la Société Nationale des Beaux-Arts au Carrousel du Louvre et en 2008 au Grand Palais de Paris (Art en Capital).

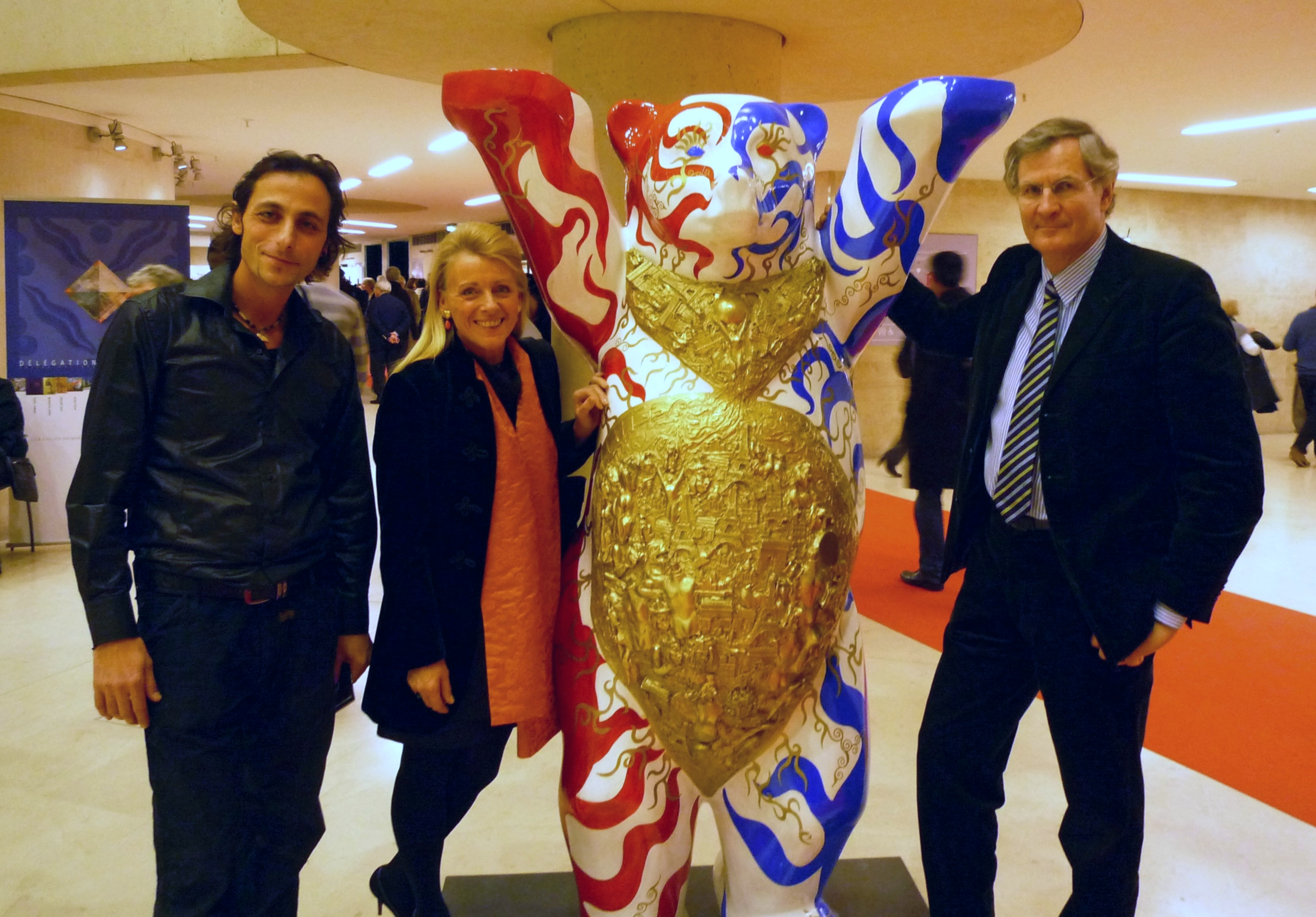
Bruno di Martino
Klaus et Eva Herlitz au Louvre (2009)

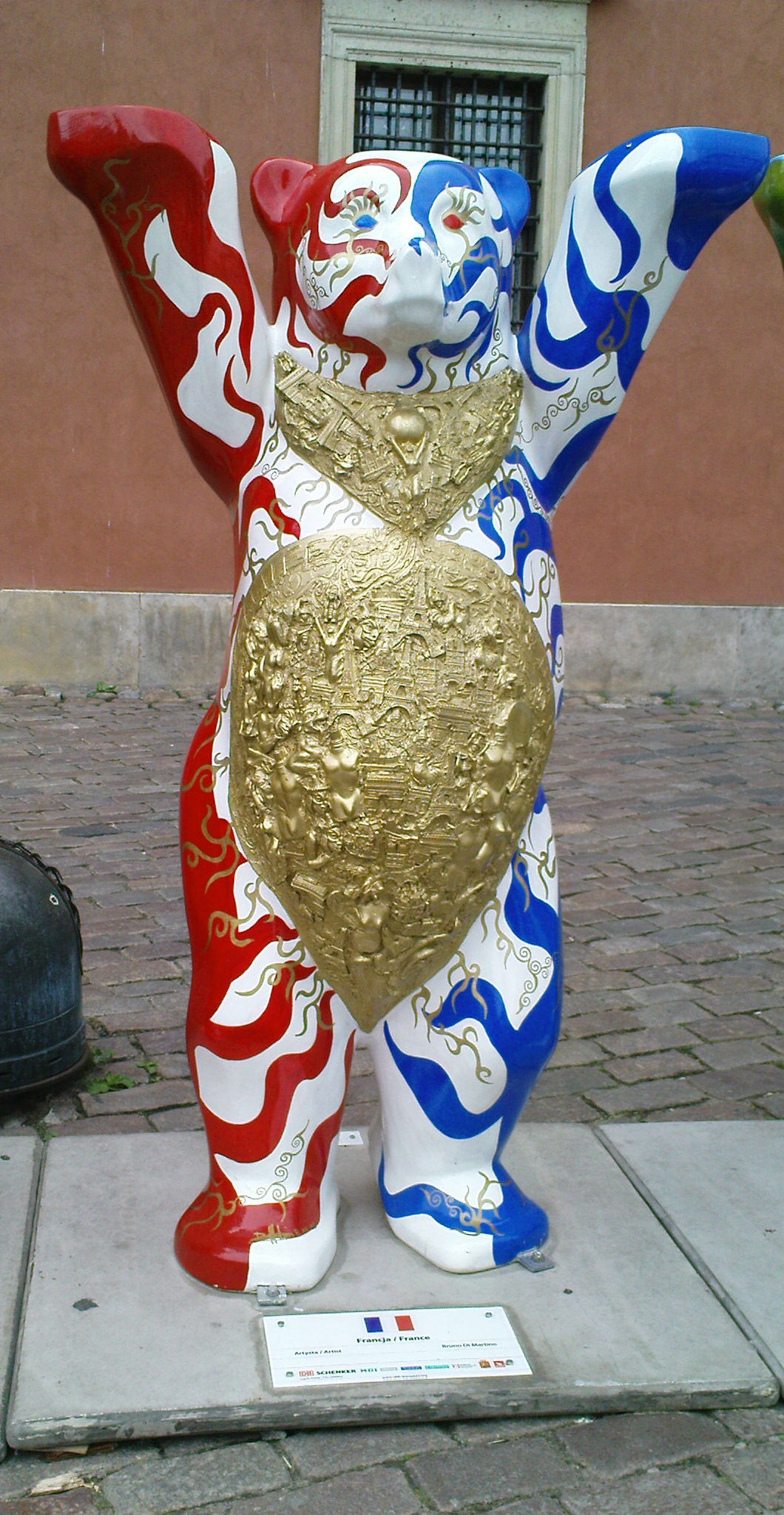
Le "United Buddy Bear" pour L'France, dessiné de Bruno di Martino. Ici: L'exposition à Varsovie en 2008.

En 2006, à la demande de l'Ambassade de France, di Martino a créé un Buddy Bear pour la France qui, depuis, accompagne la tournée mondiale des United Buddy Bears (« L’art de la Tolérance ») et a été exposé dans les métropoles des cinq continents,.
Cet ours a été exposé pendant 4 jours dans le foyer du Salon 2009 de la Société des Beaux-Arts du Louvre, dans le cadre d'une exposition patronnée par Nicolas Sarkozy, Président de la République française.